# Åsättra, Ljusterö
Åsättra är en by och ett bryggläge på östra delen av Ljusterö i Österåkers kommun, Stockholms län. Åsättra brygga är en central anslutningspunkt för både person- och godstransporter i mellersta Stockholms skärgård, bland annat för Waxholmsbolagets skärgårdstrafik. I Åsättra finns även en småbåtshamn.

## Kommunikationer
Åsättra nås med bil via länsväg 276 till Östanå färjeläge, där en vägfärja trafikerar sträckan till Ljusterö. Från färjeläget är det cirka 12 kilometer landsväg till Åsättra.
SL buss 626 går från Danderyds sjukhus till och från Åsättra brygga.

## Åsättra brygga
Bryggan trafikeras av Waxholmsbolagets linje 10, som går mellan Åsättra och  Långvik på Möja och angör ett antal bryggor längs färden såsom:
- Nässlingen
- Norra Svartsö
- Äpplarö
- Norra Ingmarsö
- Norra Ekskäret
- Finnhamn
- Husarö
- Särsö
- Stora Kalholmen
- Dragedet
- Långvik (Möja)

Under vintermånaderna, när isförhållandena tillåter, kan trafiken utföras med svävare eller isgående fartyg. Dock är dessa fartyg inte alltid tillgänglighetsanpassade, vilket kan skapa problem för personer med rullstol eller rullator. Enligt Region Stockholm är Åsättra brygga begränsad i djupgående, vilket kan göra det svårt att använda tillgängliga fartyg under vintertidtabellen.

## Småbåtshamn
I Åsättra finns en småbåtshamn med både parkeringsplatser för bilar och båtplatser för fritidsbåtar. Hamnen nyttjas både av fastboende och sommarboende på öarna runtomkring.